# Albert Zafy
Albert Zafy (Ambilobe, 1º maggio 1927 – Saint-Pierre, 13 ottobre 2017) è stato un politico malgascio.
È stato Presidente del Madagascar dal 27 marzo 1993 al 5 settembre 1996.

## Biografia
Zafy si laureò all'Università di Montpellier, in Francia. Tornato in Madagascar, divenne ministro della salute pubblica e degli affari sociali nel governo di Gabriel Ramanantsoa. Nel 1975, quando Didier Ratsiraka salì al potere con un colpo di Stato, Zafy fu costretto a dimettersi.
Nel 1988 Zafy fondò un movimento di opposizione al regime di Ratsiraka, dal nome Unione Nazionale per la Democrazia e lo Sviluppo. Nel 1990 divenne presidente del movimento Hery Velona, una coalizione di diversi partiti di opposizione, e nel 1993 sconfisse Ratsiraka alle elezioni.
Zafy ereditò dal governo Ratsiraka un paese sull'orlo del baratro economico, e non seppe porre rimedio a questa situazione di crisi. La sua popolarità andò scemando; nel 1996 subì l'impeachment e il settembre dello stesso anno dovette rassegnare le dimissioni. Nel 1997 partecipò nuovamente alle elezioni, ma fu sconfitto da Ratsiraka.